# 马马德·阿拉兹

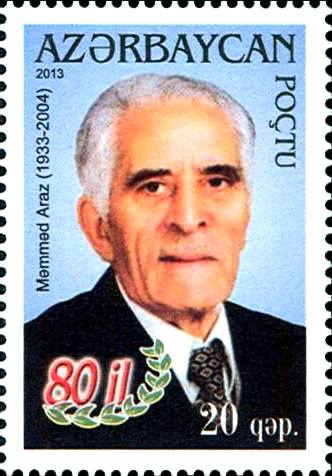

马马德·阿拉兹（Məmməd Araz，1933年10月4日—2004年12月1日），原名马马德·易卜拉希莫夫，是一位阿塞拜疆诗人。1954年毕业于阿塞拜疆教育学院。曾任《乌尔杜兹杂志》（1967-1970）、《文学艺术报》（1970-1972）、《阿塞拜疆万象》杂志（1974）编辑。他所写的诗歌《世界是你的，也是我的》（Dunya Sanin, Dunya Manim）曾被作为1990年代一些阿塞拜疆语流行歌曲的歌词。阿拉兹曾获阿塞拜疆荣誉文化工作者（1978）、共和国奖（1988）和独立勋章。

## Gallery

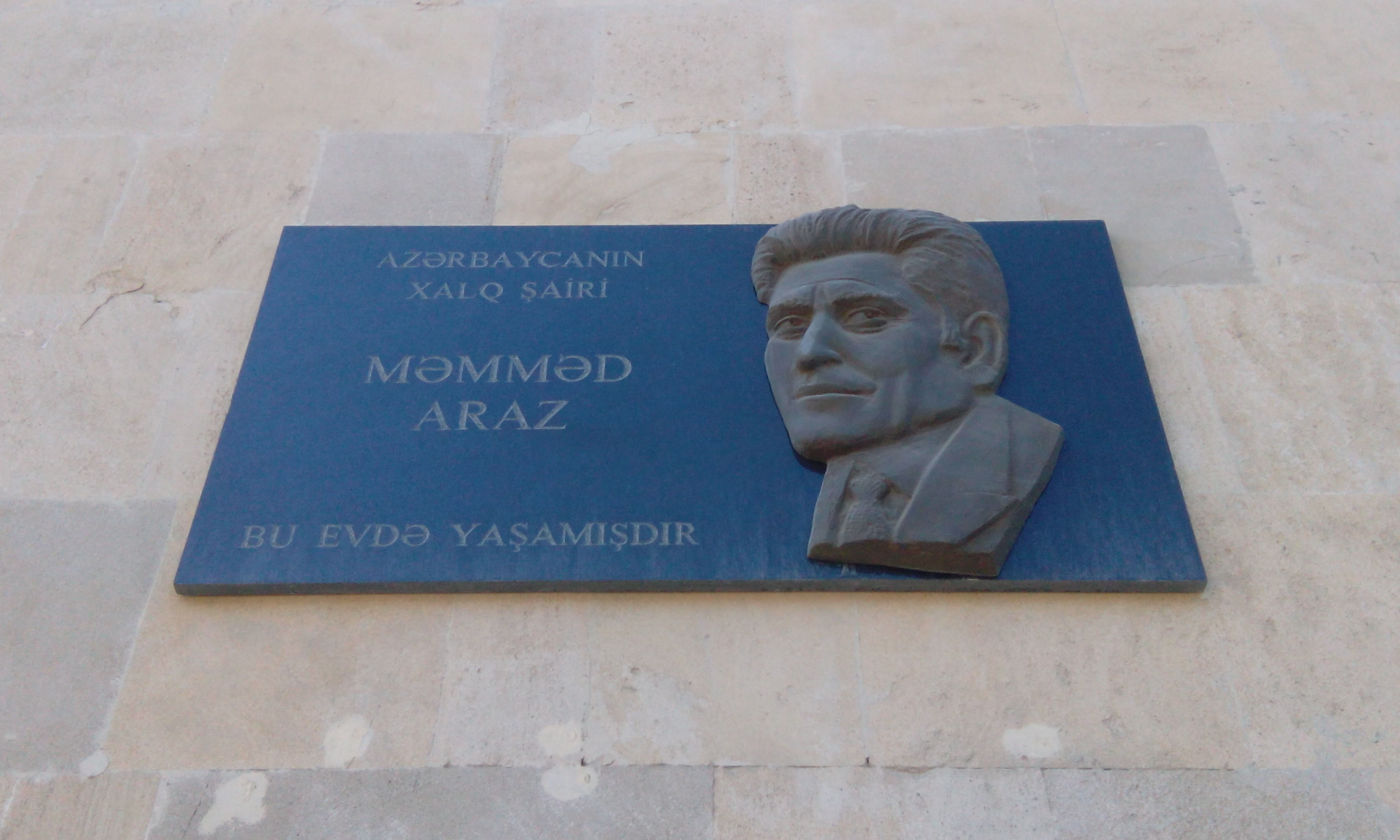
Plaque on building where Mammad Araz lived in Baku